# Aria (album, Viza)
Aria je páté album americko-řecko-arménské rockové skupiny Viza. Album vyšlo 17. ledna 2014.

## Seznam skladeb
| Pořadí         | Název                       | Délka |
| -------------- | --------------------------- | ----- |
| 1.             | Never Feel                  | 3:46  |
| 2.             | Quicksand                   | 3:50  |
| 3.             | Midnight Hour               | 3:09  |
| 4.             | Vanished                    | 2:58  |
| 5.             | Viktor’s Vanguard           | 3:45  |
| 6.             | The Girl That Doesn’t Exist | 3:32  |
| 7.             | Forward March               | 1:29  |
| 8.             | Beneath the Waves           | 1:21  |
| 9.             | C’est La Vie                | 2:29  |
| 10.            | Alley in Tijuana            | 2:34  |
| 11.            | Take Over the World         | 2:38  |
| 12.            | Brunette                    | 4:34  |
| Celková délka: | Celková délka:              | 36:11 |